# Wit-Russische Pedagogische Staatsuniversiteit
De Wit-Russische Pedagogische Staatsuniversiteit van Maksim Tank (Wit-Russisch: Беларускі Дзяржаўны Універсітэт імя Максіма Танка; Engels: Maxim Tank Belarusian State Pedagogical University) werd gesticht op 21 november 1914. De universiteit bevindt zich in de hoofdstad van Wit-Rusland, Minsk.

## Faculteiten
De universiteit heeft meer dan 19.000 studenten, verdeeld over dertien faculteiten:
- Faculteit der Geschiedenis
- Faculteit der Wiskunde
- Voorbereidende faculteit
- Faculteit der Voorschoolse educatie
- Faculteit der Natuurwetenschappen
- Faculteit der Lichamelijke Opvoeding
- Faculteit der Vroegschoolse educatie
- Faculteit der Psychologie
- Faculteit der Wit-Russische en Russische filologie en cultuur
- Faculteit Logopedie
- Faculteit der Sociale Pedagogiek
- Faculteit der Natuurkunde
- Faculteit der Esthetiek